# Guillaume François d'Autriche
Guillaume François Charles de Habsbourg-Lorraine, archiduc d'Autriche (Wilhelm Franz Karl von Habsburg-Lothringen, Erzherzog von Österreich) né à Vienne, le 21 avril 1827 et mort le 29 juillet 1894 à Weikersdorf) est un membre de la maison de Habsbourg-Lorraine.

## Biographie
Petit-fils de l'empereur Léopold II du Saint-Empire, il est le quatrième fils de l'archiduc Charles Louis d'Autriche, adversaire de Napoléon Ier, et de la princesse Henriette de Nassau-Weilburg.
L'archiduc perd sa mère en 1829. Sa sœur aînée épouse en 1837 le roi Ferdinand II des Deux-Siciles.
Guillaume François participe aux guerres d'Italie et est nommé gouverneur de la forteresse de Mayence en 1862.
Succédant à l'archiduc Maximilien Joseph d'Autriche-Este, il est à partir de 1863, comme son père l'avait été de 1801 à 1805, grand maître de l'ordre Teutonique ce qui lui apporte de considérables revenus mais l'oblige au célibat. En 1867 il est nommé Feldzeugmeister.